# Sun Quan
Sun Quan (xinès tradicional: 孫權, xinès simplificat: 孙权, pinyin: Sūn Quán, Wade-Giles: Sun Chuan) (5 de juliol de 182 - 21 de maig de 252), fill de Sun Jian, nom de cortesia Zhòngmóu (仲謀), formalment Emperador Da de Wu (Oriental) fou el fundador de Wu Oriental, durant el període dels Tres Regnes de la història xinesa. Va manar del 222 al 229 com Wu Wang (Rei/Príncep de Wu) i del 229 al 252 com a emperador de la Dinastia Wu.
En la seva joventut Sun Quan passava el temps a sa casa del comtat de Fuchun, i després de la mort del seu pare a principi del 190, en diverses ciutats del Baix riu Iang-Tsé. El seu germà gran Sun Ce es va forjar com un cabdill d'estat a la regió, sobre la base dels seus seguidors i una sèrie de lleialtats amb els clans locals. Quan Sun Ce va ser assassinat pels criats de Xu Gong, a qui Sun Ce havia matat en una batalla de diversos anys abans, el 200, als divuit anys, Sun Quan hereta les terres del seu germà al sud-est del riu Yangtze. La seua administració demostrà ser relativament estable en els primers anys. La majoria dels oficials superiors de Sun Jian i Sun Ce, com Zhou Yu, Zhang Zhao, Zhang Hong i Cheng Pu es varen mantenir lleials; de fet s'esmenta al Romanç dels Tres Regnes que quan Sun Ce jeia al seu llit de mort ell recordà a Sun Quan que "en assumptes interns, consultés a Zhang Zhao, en assumptes exteriors, consultés a Zhou Yu". Així doncs, tot el 200 Sun Quan sota la tutela dels seus assessors va seguir construint la seua força al llarg del riu Yangtze. A principis de 207, les seues forces finalment van obtenir la victòria més completa sobre Huang Zu, un cap militar dins el lideratge de Liu Biao, que dominava el Yangtze Mitjà.
En l'hivern d'eixe any, el senyor de la guerra del nord Cao Cao va dirigir un exèrcit d'uns 830.000 homes per conquerir el sud i completar la reunificació de la Xina. Dues faccions distintes van sorgir en la seva cort arran de la necessitat de plantejar com s'afrontava la situació. L'any 220, Cao Pi, el fill de Cao Cao, es va apoderar del tron i es va proclamar com l'Emperador de la Xina, posant fi a la regla nominal de successió de la dinastia Han.

## Inicis
Sun Quan va néixer el 182, quan el seu pare Sun Jian era encara un general de la Dinastia Han. Després que el seu pare va morir en el 191, ell va passar a càrrec del seu germà Sun Ce. A mesura que creixia, ell va començar a servir al seu germà durant les conquestes de la regió sud del Iang-Tsé. Va ser fet magistrat de comtat en el 196, a l'edat dels 14 anys, i va continuar ascendint de posició a mesura que el seu germà li donava més i més importants tasques.
Els Registres dels Tres Regnes detalla que Sun Jian era un descendent del famós militarista dels Regnes Combatents, Sun Wu (més conegut com a Sun Tzu). Segons la tradició posterior, Sun Quan va néixer a Sunzhou ("Illa del Sol", després coneguda com a Wangzhou - "Illa del Rei"), un illot en la intersecció del Riu Fuchun i un dels seus afluents. El folklore local relata una història de com l'avi de Sun Quan, Sun Zhong, era un granger que conreava melons a l'illot.
El 248 Khu Liên va dirigir els txam en el saqueig i arrasament de Jiaozhi i Jiuzhen i va derrotar la flota que Wu Oriental va enviar per rebutjar-los.

## Informació Personal
- Pare
  - Sun Jian
- Mare
  - Dama Wu (吳夫人) (morta el 202)
- Germans
  - Sun Ce
  - Sun Kuang
  - Sun Yi
  - Sun Lang
- Germana
  - Sun Shang Xiang
- Esposes
  - Dama Xie
  - Dama Xu, mare adoptiva del Príncep Hereu Deng
  - Dama Bu (morta el 238), anomenada a honor pòstum com emperadriu
  - Emperadriu Pan (creat el 251, deposat el 252), mare del Príncep Hereu Liang
- Concubines importants
  - Consort Wang, mare del Príncep Hereu He i Príncep Ba i àvia de Sun Hao, a honor pòstum dita com l'emperadriu Dayi
  - Consort Wang, mare de Sun Xiu (Emperador Jing), anomenada a honor pòstum, Emperadriu Jinghuai
  - Consort Zhong, mare del Príncep Fen
  - Consort Yuan, filla de Yuan Shu
- Fills
  - Sun Deng (孫登), el Príncep hereu (n. el 209, creat el 221, d. 241)
  - Sun Lü (孫慮), el marquès de Jianchang (n. el 213, creat el 228, d. 232)
  - Sun He (孫和), inicialment el Príncep hereu (n. 223, creat el 242, deposat el 250), després el Príncep de Nanyang (engendrat al 252, i forçat a cometre suïcidi 253)
  - Sun Ba (孫霸), el Príncep de Lu (creat el 242, obligat a cometre suïcidi 250)
  - Sun Fen (孫奮), el Príncep de Qi (creat el 252, deposat el 253), després el marquès de Zhang'an (creat el 258, deposat el 270)
  - Sun Xiu (孫休), el Príncep de Langye (creat el 252), després Emperador Jing
  - Sun Liang (孫亮), el Príncep hereu (creat el 252), després Emperador
  - Sun Dahu (孫大虎), també coneguda com a Princesa Quan
  - Sun Xiaohu (孫小虎), també coneguda com a Princesa Zhufu